# Palacio Electoral de Maguncia
El Palacio Electoral de Maguncia es un monumento histórico alemán en la ciudad de Maguncia, la antigua Residenz (residencia oficial) en la ciudad del arzobispo de Maguncia, que también era príncipe-elector de su estado electoral dentro del Sacro Imperio Romano Germánico. Es uno de los edificios renacentistas más importantes de Alemania.
El edificio se eleva al oeste de la ciudad, en el centro histórico, a orillas del Rin. Se encuentra cerca del palacio de la Orden Teutónica (Deutschhaus Mainz). Actualmente alberga el Museo Central Romano-Germánico, sirve como centro de conferencias y ofrece varias salas con diversas disposiciones que pueden acomodar hasta 1700 personas.

## Historia

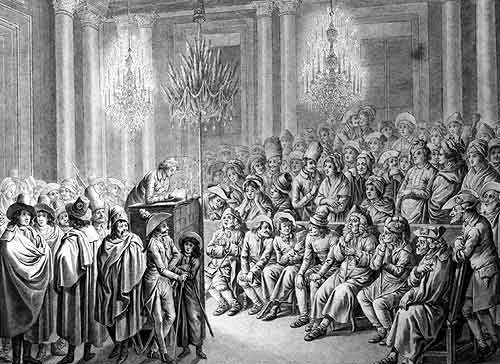

Originalmente, el arzobispo de Maguncia residía en la catedral, donde hay una antigua capilla privada que data de 1137. En 1475, sin embargo, cuando el capítulo de la catedral reeligió a Diether von Isenburg por segunda 

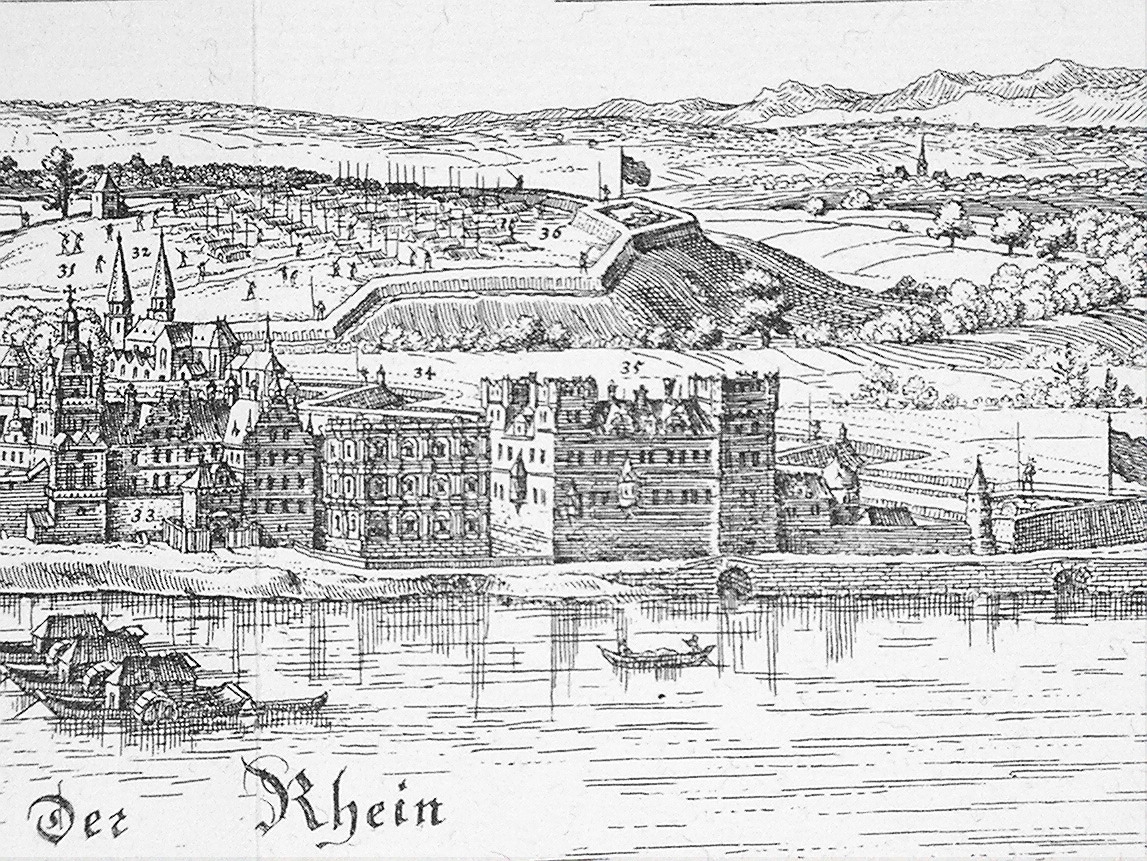
Castillo de Martinsburg de 1480 a orillas del Rin, que durante mucho tiempo formó una unidad con el Palacio Electoral

vez, se le impusieron algunas condiciones: tuvo que entregar la ciudad de Maguncia al cabildo de la catedral (que solo duró hasta 1476 debido a un levantamiento civil) y 

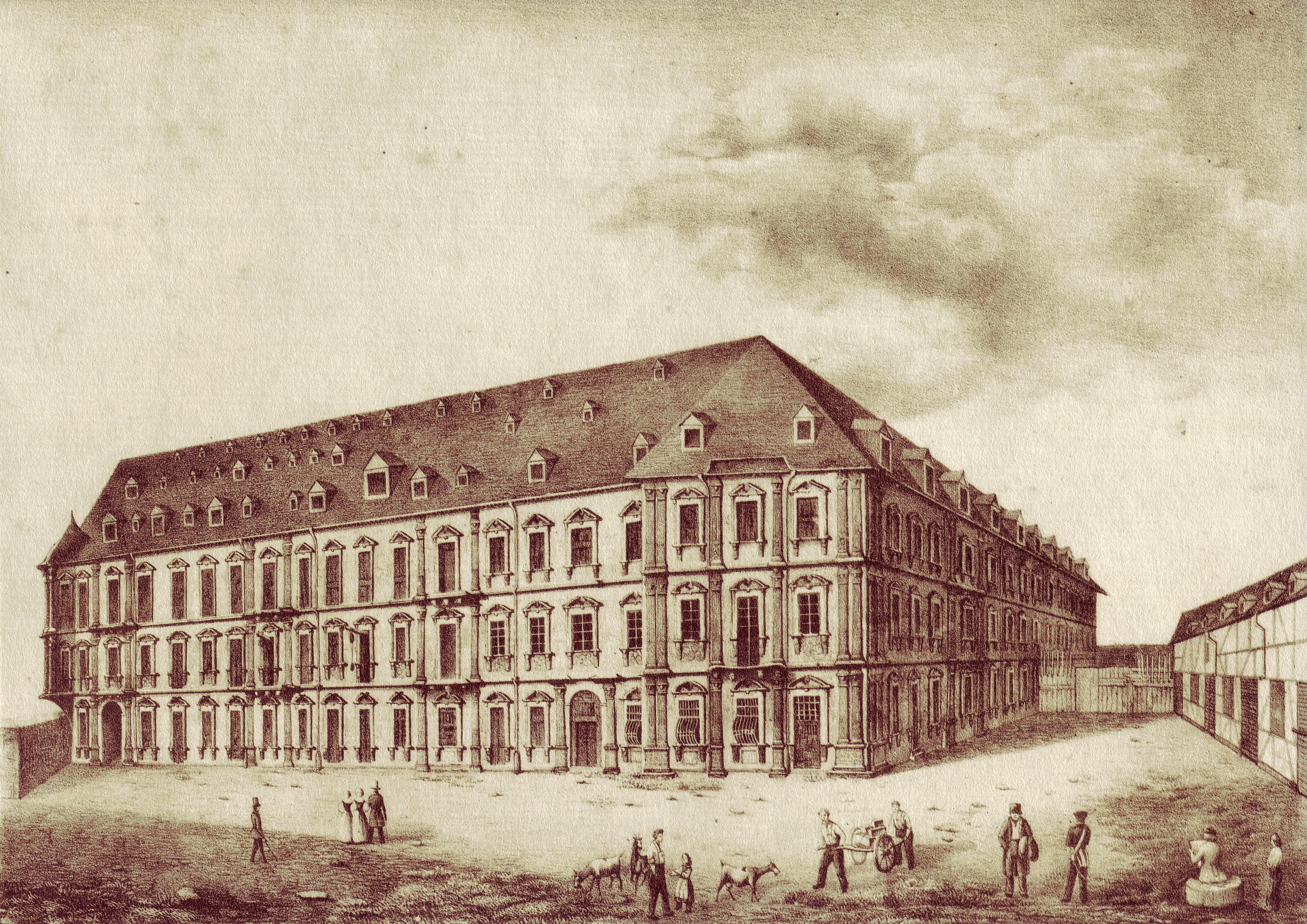
Ilustración histórica del antiguo palacio.

también se comprometió a construir un castillo en la ciudad. La construcción de este Martinsburg a orillas del Rin comenzó en 1478 y se completó dos años más tarde. A partir de entonces, y durante varias décadas, los arzobispos prefirieron residir allí o en la segunda residencia electoral, en el Palacio Electoral de Aschaffenburg, castillo de Johannisburg. Maguncia se convirtió en la ciudad de residencia de un arzobispo electoral. Después de sufrir daños durante la segunda guerra de los Margraves en 1552, el castillo fue restaurado en estilo renacentista. El arzobispo Daniel Brendel von Homburg construyó una cancillería con edificios de oficinas y la iglesia del castillo de San Gangolph alrededor de 1580. (Para dar paso a una nueva avenida, el Boulevard de l'Empire, estos edificios, así como el Martinsburg, fueron demolidos por Napoleón Bonaparte durante la ocupación francesa de la ciudad entre 1798 y 1814, ya que quería convertir la ciudad en una metrópolis representativa).
La construcción del nuevo palacio comenzó en 1627 a instancias del arzobispo Georg Friedrich von Greiffenklau. El ala del Rin del nuevo palacio no se pudo terminar hasta 1678. La construcción se retrasó por la Guerra de los Treinta Años y la Guerra de la Gran Alianza. Se desconoce la planta original, obra de un padre capuchino, Matthias von Saarburg, que ha sido identificado como el maestro de obras, pero probablemente era una construcción de cuatro alas, comparable a las reparaciones de 1604 en el castillo de Johannisberg. Se puede suponer que el Martinsburg permaneció en pie solo debido a los retrasos.
El ala septentrional se inició en 1687 y estuvo lista en 1752, acondicionándose en los años siguientes. El trabajo en el ala que se extiende lejos del río comenzó durante los reinados de Johann Friedrich Karl von Ostein (1743-1763) y Friedrich Karl Josef von Erthal (1774-1802). Junto al conjunto barroco había un patio con jardín, del que no se ha conservado nada. Erthal fue el último príncipe elector del antiguo electorado. Su sucesor Karl Theodor von Dalberg fue a la vez arzobispo elector de Maguncia y archicanciller del resto del Imperio en la margen derecha del Rin. Debido a las resoluciones de la Reichsdeputationshauptschluss, su sede fue trasladada a Ratisbona, que se convirtió en la nueva sede del arzobispado.
Los retrasos se debieron no solo a la Guerra de la Gran Alianza, sino también a la gran actividad constructiva de muchos electores de este período, que centraron sus esfuerzos en disponer de cortes aristocráticas representativas: por ejemplo, el Lustschloss Favorite iniciado en 1700 por Lothar Franz von Schönborn absorbió grandes cantidades de recursos. Esa residencia de verano, que dominaba la confluencia del Rin y el Meno, fue destruida durante el asedio de Maguncia por los bombardeos de la coalición en 1793.
El 23 de octubre de 1792, se fundó en este castillo el primer club jacobino en suelo alemán, la Gesellschaft der Freunde der Freiheit und Gleichheit (Sociedad de los Amigos de la Libertad y la Igualdad); este club fue también el primer movimiento democrático en Alemania. El último elector de Maguncia fue expulsado en el mismo año, y el palacio quedó abandonado hasta 1827, cuando fue restaurado por el Gran Ducado de Hesse-Darmstadt y la ciudad de Maguncia.
Durante la Segunda Guerra Mundial, el edificio sufrió graves daños, especialmente en el ataque aéreo del 27 de febrero de 1945, que destruyó la mayor parte de la ciudad en un incendio que duró dos días. Del palacio solo quedaron los muros exteriores y partes de las escaleras. Después de la guerra, se restauró por primera vez el ala norte durante 1948 y 1949, reabierta el 31 de diciembre de 1949 con la celebración nuevamente del Fassenacht (Carnaval) (que se celebró aquí hasta que se inauguró el Rheingoldhalle en 1968.) Solo se restauró fielmente el exterior; el interior completamente destruido, por otro lado, fue amueblado apropiadamente. En el ala oriental se encuentra ahora el Museo Central Romano-Germánico, en el ala septentrional está la conocida sala de eventos llamada Akademiesaal (sala de la academia), en la que la tradicional reunión de la comunidad de los cuatro clubes del carnaval de Maguncia, Mainz bleibt Mainz, wie es singt und lacht, que se ha transmitido en vivo por televisión todos los años desde 1973.
Durante varios años ha habido una necesidad urgente de renovación, pero se ha pospuesto varias veces debido a las dificultades económicas de la ciudad. La fachada se está desmoronando, especialmente el lado norte está muy afectado por el deterioro. Las cornisas y los detalles del edificio principal de piedra arenisca se están disolviendo. Por iniciativa de la Deutsche Stiftung Denkmalschutz (Fundación Alemana para la Protección de Monumentos), el estado de Renania-Palatinado y la red de monumentos privados también están restaurando el palacio. Se ha pospuesto una renovación y rediseño de la fachada planificada para 2010/2011. En diciembre de 2010 se anunció que se congelaban los fondos para la renovación del palacio en 2011. Las obras de renovación en el lado del patio del palacio se completaron en 2013. La renovación de la fachada de 17 ejes de ventanas costó 2,6 millones de euros.

## Arquitectura
Estilísticamente, el Palacio Electoral es uno de los últimos ejemplos de arquitectura renacentista alemana. El ala septentrional, construida posteriormente, se ajusta a este estilo. El exterior, con torreta mirador en cada esquina, está ricamente decorado, particularmente alrededor de las ventanas. Los techos se han restaurado con exactitud. Los interiores más espectaculares, incluida la Gran Escalera del destacado arquitecto barroco Balthasar Neumann, fue destruida durante la ocupación francesa.

Vistas del palacio Electoral
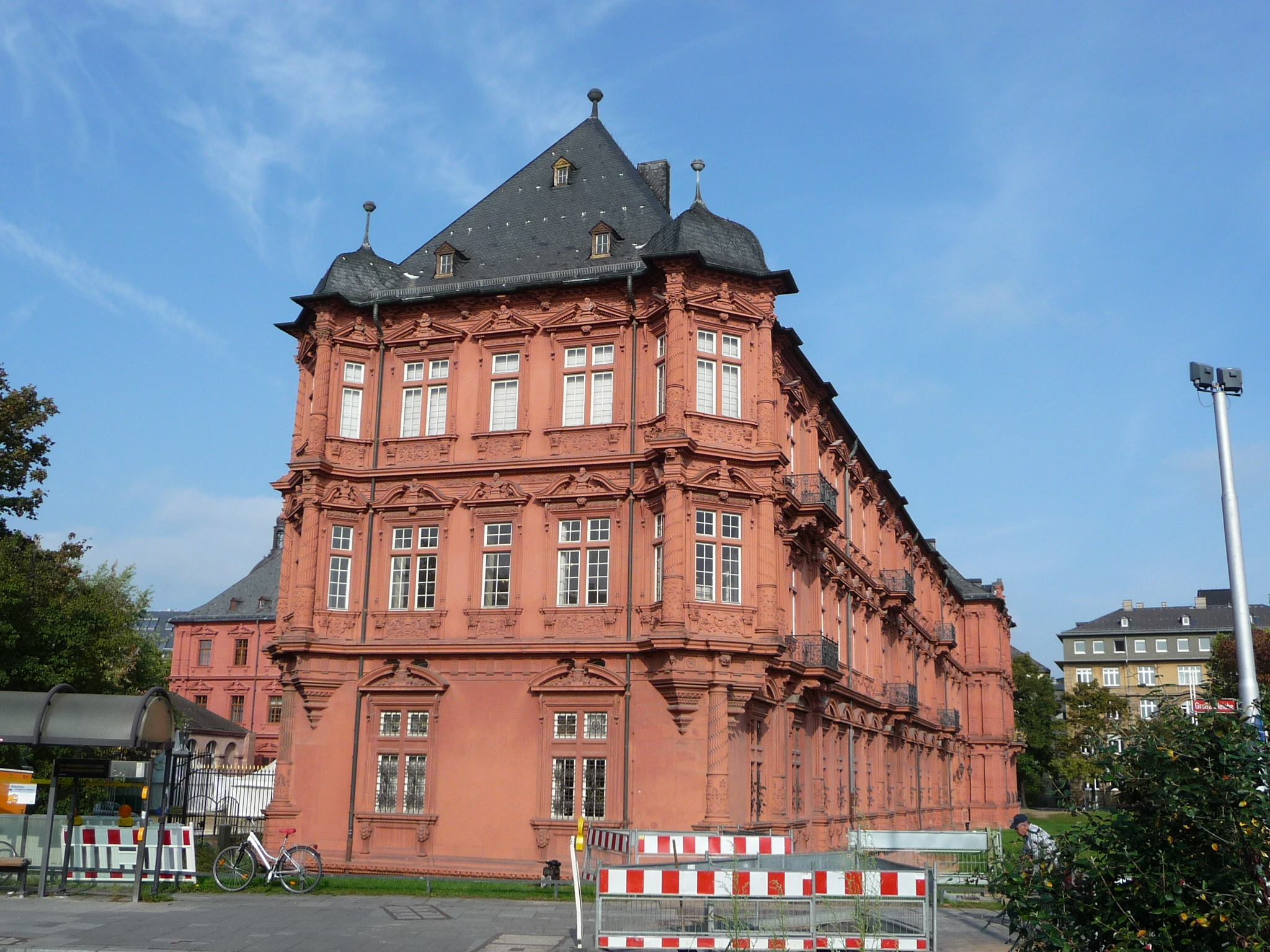
Vista desde el sur
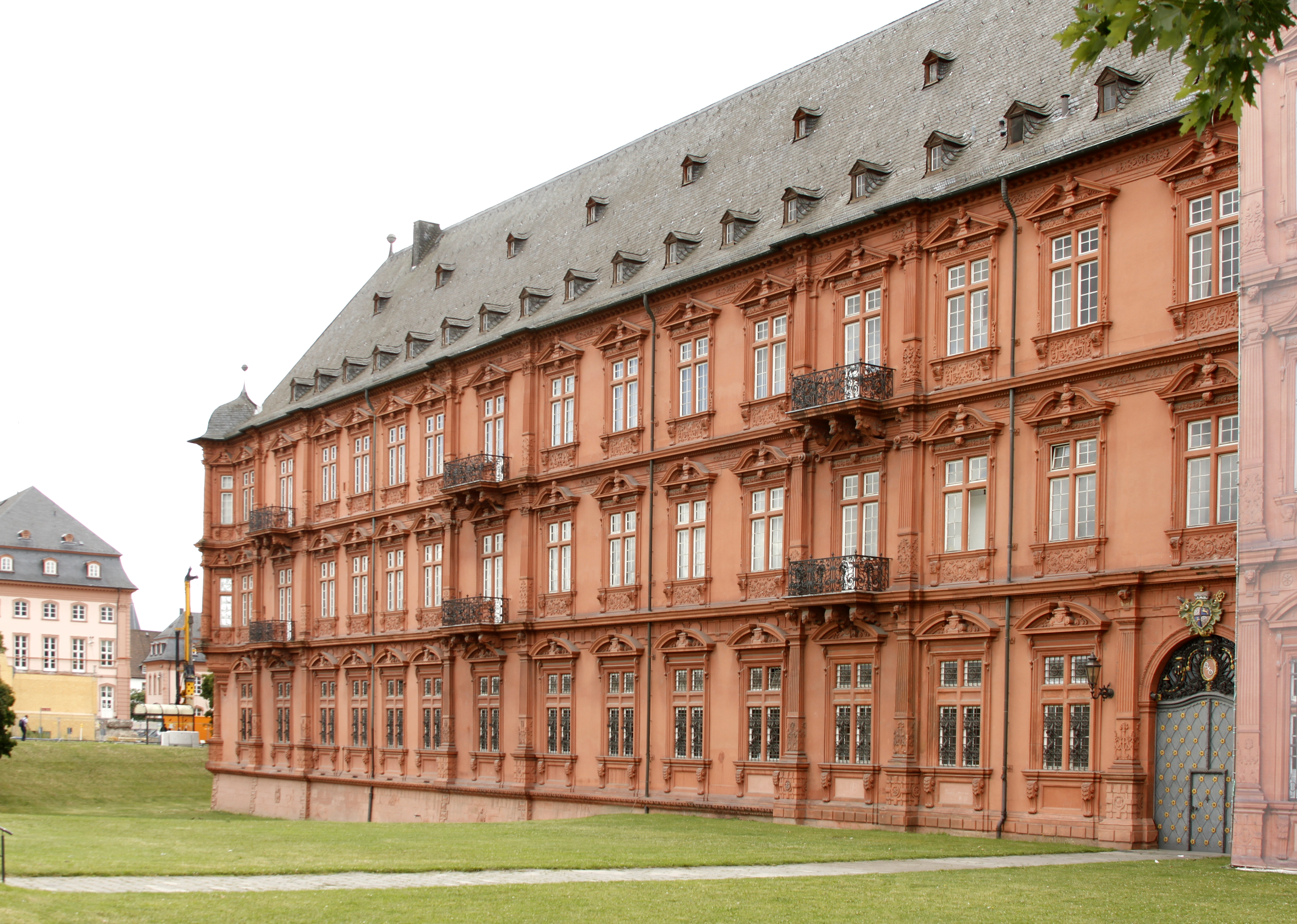
Vista desde el sureste
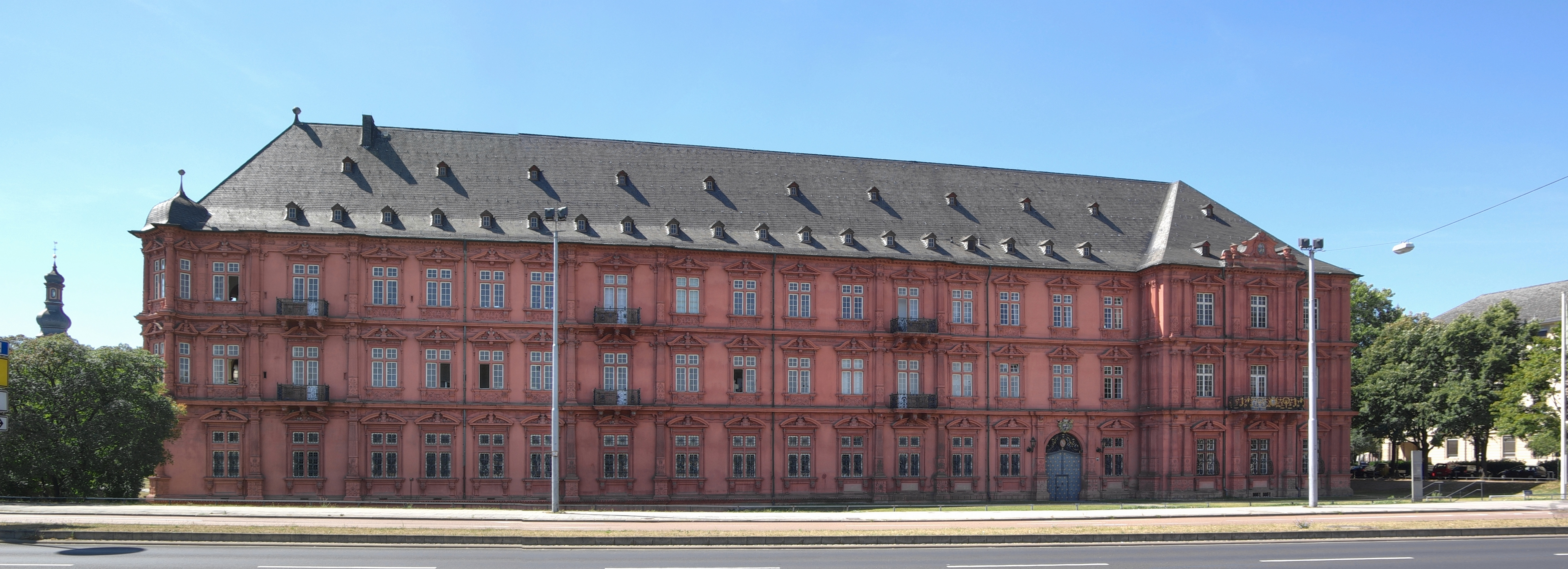
La fachada frente al Rin
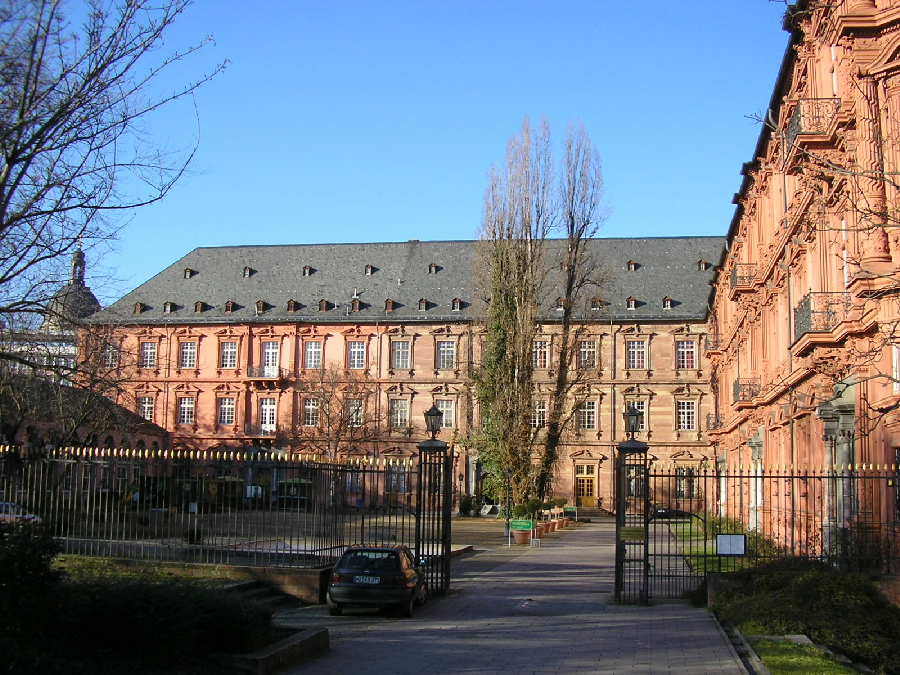
El patio del Palacio Electoral
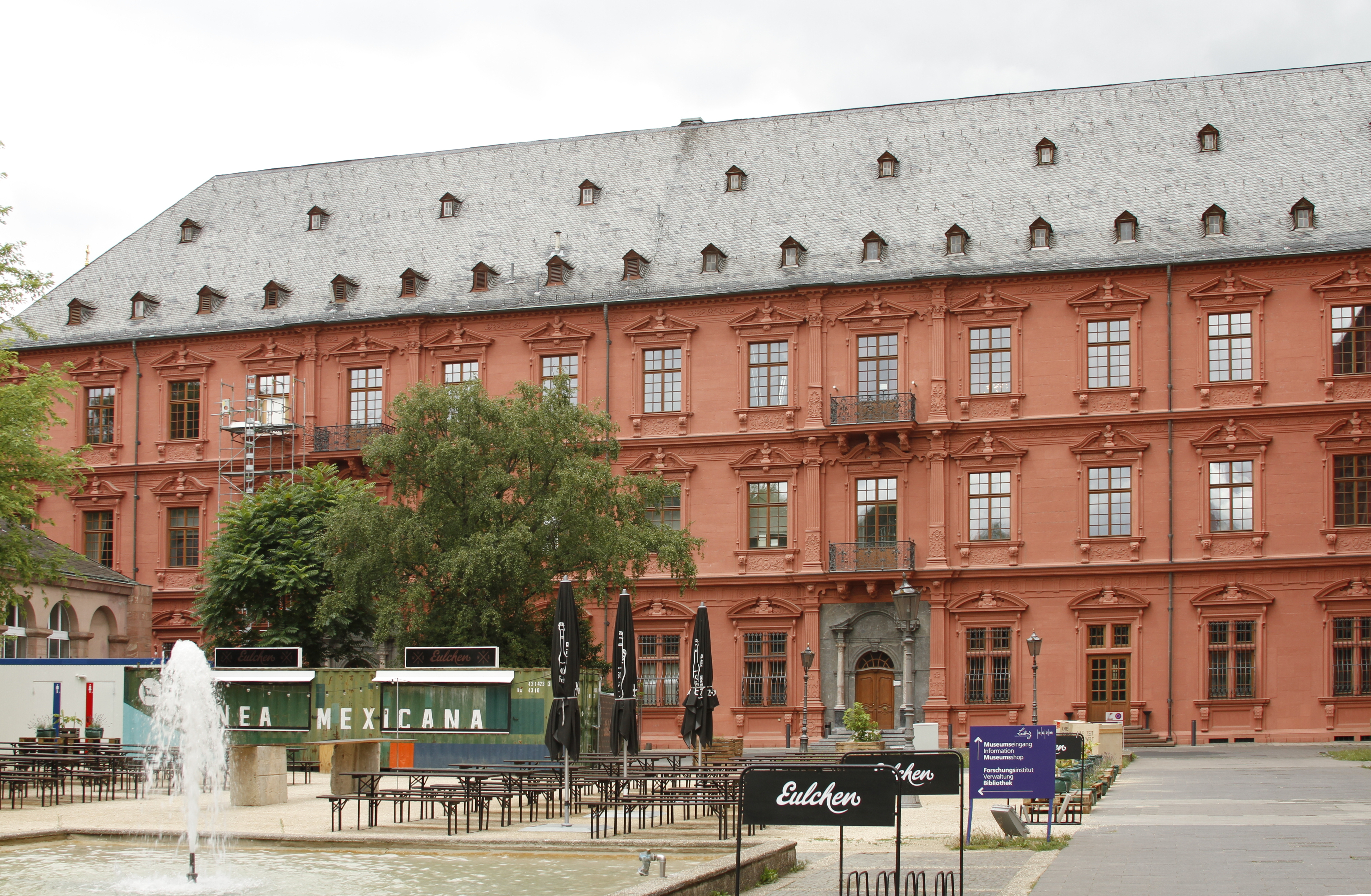
Fachada al patio
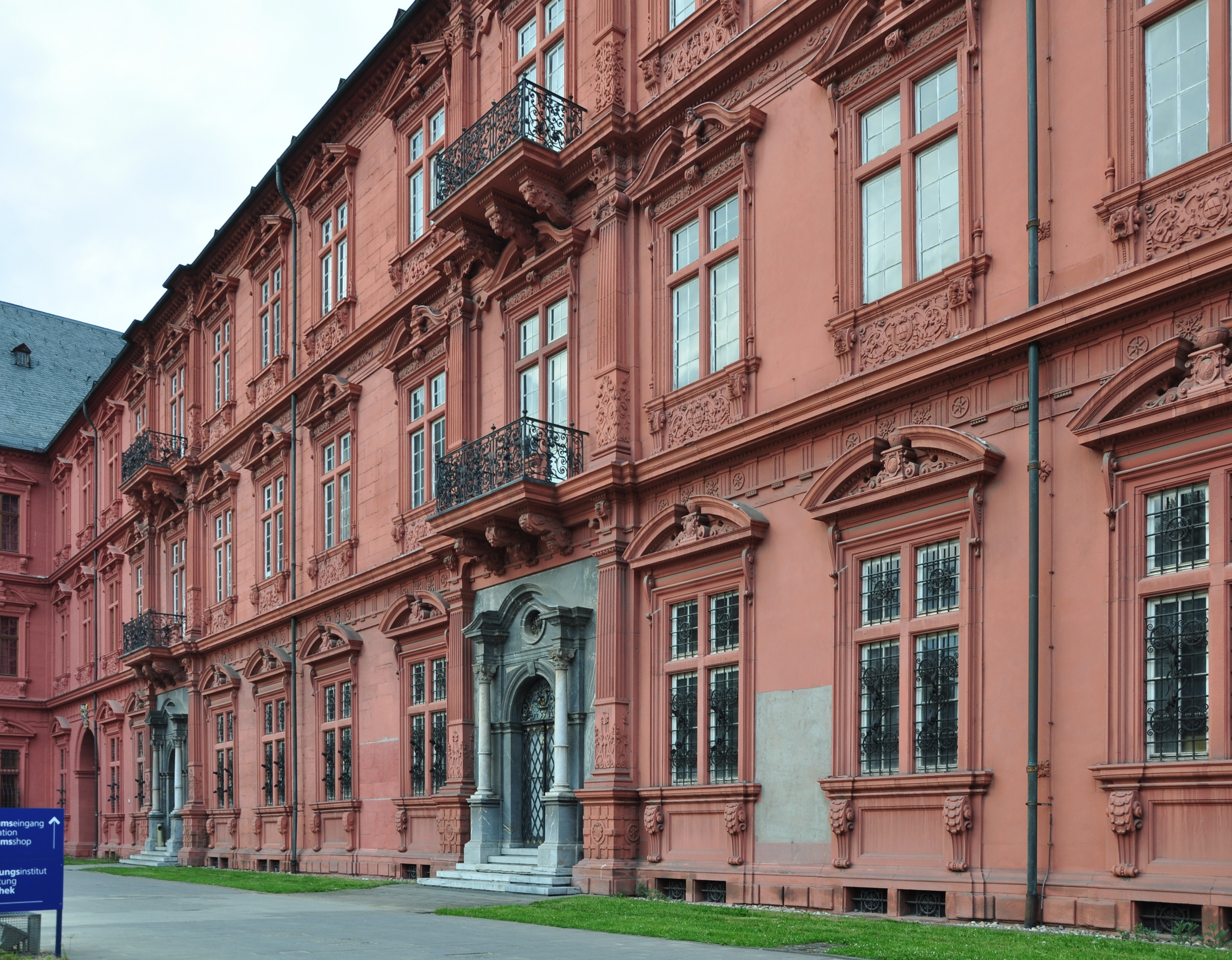
Detalles de la fachada del patio del ala del Rin

## Usos modernos
En la actualidad, el ala oriental alberga el Museo Central Romano-Germánico (Römisch-Germanisches Zentralmuseum). Una variedad de réplicas y valiosos artículos originales ofrecen una imagen completa de la vida cultural de la época prehistórica, del Imperio Romano y de la Alta Edad Media.
El ala septentrional contiene la famosa sala de actos desde la que se transmite el programa de televisión anual del carnaval de Maguncia, Mainz bleibt Mainz, wie es singt und lacht.
El Palacio Electoral es ahora uno de los ocho lugares administrados por Congress Centrum Mainz. Hay siete salas y muchas salas más pequeñas, lo que permite organizar eventos para hasta 1700 personas.